# Monovocalisme
Le monovocalisme est une variante du lipogramme remis à l'honneur par l'Oulipo. Il consiste pour un texte à ne s'autoriser qu'une seule voyelle.
Le roman Les Revenentes de Georges Perec est un monovocalisme en e. 
Ce même auteur écrivit sous le nom de Gargas Parac un texte intitulé What a man ! Celui-ci est un monovocalisme en a.

### Exemples de monovocalisme
- Monovocalisme en o
- Monovocalisme en e dans le 6
- Monovocalismes en a, e, i, o, u